# Love Hurts (альбом Шер)
Love Hurts — двадцать первый студийный альбом американской певицы и актрисы Шер, выпущенный 11 июня 1991 года на лейбле Geffen Records. 27 августа 1991 года RIAA сертифицировала альбом как Золотой. Это последний альбом, выпущенный на лейбле Geffen. Главным синглом из альбома стала песня «Love and Understanding», а следом вышли такие синглы как «Save Up All Your Tears», «Love Hurts», «Could've Been You» и «When Lovers Become Strangers». Альбом дебютировал с #48 в Billboard Top 200 Albums chart с продажами в 19,000 копий. В ноябре 2011 года, Billboard заявил, что Love Hurts был распродан тиражом в 600,000 копий в США.

## Об альбоме
Love Hurts был выпущен в 1991 году и стал третьим и последним альбомом Шер, выпущенным на лейбле Geffen Records. Производством пластинки занимался Боб Рок и он продолжил сотрудничать с Джоном Калоднером, Дайан Уоррен и Desmond Child. Альбом был записан в конце 1990 года / начале 1991 года, в течение первого года отношений Шер с гитаристом из группы Bon Jovi Ричи Самбора. Этот альбом она посвятила ему и «каждому мужчине, что заставлял меня плакать».
Альбом содержит четыре кавера: «Save Up All Your Tears», записанную в конце 1980-х Бонни Тайлер и Робином Беком, «A World Without Heroes», записанную в 1980 году группой Kiss и «Love Hurts» — ремейк версии 1975 года, которую она ранее записывала для её альбома Stars. На этот раз песня была в жанре поп-рок, а не баллады. Оригинальная версия была выпущена Everly Brothers в 1960 году. Европейская версия альбома содержит также всемирный хит «The Shoop Shoop Song (It's in His Kiss)», первоначально записанный Мерри Клейтон в 1963 году.
Ранние релизы альбома в Великобритании были с такой же обложкой, как и американские, но позже европейские релизы были выпущены с новой обложкой, изображающей Шер на белом фоне в красном парике. Европейский релиз также включал хит «The Shoop Shoop Song (It’s in His Kiss)», который достиг #1 более чем в 10 странах. В США песня «The Shoop Shoop Song» была доступна только на оригинальном саундтреке Mermaids для одноимённого фильма.
В то время как альбом стал успешным в Великобритании, синглы из него были незначительными хитами. «Love and Understanding» был единственным хитом в чартах, но альбом также подарил миру много полюбившихся поклонникам композиций, включая «Could've Been You» и самые любимые песни Шер: «Save Up All Your Tears», «Love Hurts» и «Fires of Eden». «Love Hurts» и «Could’ve Been You» были выпущены только в Европе, в то время как «When Lovers Become Strangers» была выпущена только в Северной Америке.
Написанная Дэвидом Кэссиди песня «I’ll Never Stop Loving You» через год была выпущена на его альбоме Didn’t You Used to be?. А годом ранее, в 1990 году, песня была доступна на японском издании альбома группы Heart Brigade.

## Промо
В рамках промокампании Шер выступала по всему миру. В Северной Америке она появилась на шоу Поздняя ночь с Дэвидом Леттерманом. Она также выступила на специальном выпуске шоу In Concert на ABC, где она исполнила «Love Hurts», «Love and Understanding», «Save Up All Your Tears» и «A World Without Heroes». Выступление было сильно раскритиковано, так как Шер спела песни с альбома под фонограмму, отклонившись от политики «живых» шоу ABC. Позже Шер защищалась в интервью по поводу исполнения под фонограмму, в результате чего In Concert дали ей шанс вновь выступить в конце 1991 года, однако она так никогда этого не делала.
Шер также продвигала альбом в европейских странах. В Великобритании она исполнила «Love and Understanding», «Save Up All Your Tears» и «Could’ve Been You» на шоу Top of The Pops, на шоу Wogan выступила с песнями «Love and Understanding» и «Save Up All Your Tears», а на Aspel and Company спела «Could’ve Been You». Она также появилась на австралийском шоу Dame Edna Show, где спела «Save Up All Your Tears» и вместе с Дейм Эдной «I Got You Babe».
Дальнейшее промодиска сосредоточилось вокруг её третьего сольного тура Love Hurts Tour, первое шоу которого состоялось 15 апреля 1992 года в Берлине. Концерты должны были начаться 21 марта 1992 года, но из-за болезни Шер, европейские даты были перенесены, за исключением британских концертов. Позже, североамериканская часть тура также дважды переносилась. Во время тура Шер исполнила «Love and Understanding», «Save Up All Your Tears», «Love Hurts» и «Fires Of Eden» с последнего альбома.

## Синглы
«Love and Understanding» была выпущен как лид-сингл с альбома 21 марта 1991 года. Песня получила смешанные отзывы критиков. Один из критиков написал, что песня предсказуема и чрезмерно «осторожна», в то время как другой назвал песню «по-настоящему сильным треком». Сингл попал в топ-10 чартов Австрии, Великобритании и Канады и в топ-20 в США и Германии.
Другие синглы с альбома — «Save Up All Your Tears», «Love Hurts», «Could've Been You» and «When Lovers Become Strangers» не имели высоко успеха.

## Восприятие

### Оценки критиков
Рецензии на альбом были очень смешанными. Некоторые критики назвали Love Hurts самым зрелым альбомом Шер за всю её карьеру. Также многие отметили, что Love Hurts был шагом вперед после Heart of Stone.
Журнал Billboard отметил, что «за немногим исключением, что поп-рок на этом альбоме является идеальной средой для её уникального вокального стиля». allmusic также сказал, что «хоть результат получился достаточно шаблонным, вокал Шер, продюсирование и бэк-вокалисты делают альбом вдохновляющим».
В то же время многие критики разгромили альбом в пух и прах. Один из них заявил, что «„A World Without Heroes“ является единственным стоящим треком на этом ужасно не вдохновляющем альбоме».

### Чарты
Хотя, по сравнению с Heart of Stone, Love Hurts был встречен в Северной Америке не так тепло, альбом всё же был сертифицирован золотым с США и платиновым в Канаде.
В Европе альбом стал очень успешным, возглавив чарты Австрии, Ирландии, Норвегии и Великобритании. В Великобритании альбом дебютировал с первой строчки и оставался там в течение 6 недель. После этого альбом провел ещё 5 недель в топ-3, в результате чего стал самым продаваемым женским альбомом года. Альбом также был сертифицирован мульти-платиновым и был продан тиражом более 3 млн копий. Альбом стал её вторым самым продаваемым альбомом на тот момент (после Heart of Stone).

## Форматы
- US Vinyl — альбом содержит 11 треков.
- European Vinyl — альбом содержит 12 треков.
- US Limited Collectors Box Edition Set — рекламное издание в виде деревянной коробки с откидной крышкой. Издание содержит альбом на CD и 13 «карт таро» с фотографиями Шер для альбома на одной стороне и тексты песен / список работавших над альбомом на другой.
- European Cassette — неофициальное издание, выпущенное Glob Records, содержащее альтернативный трек-лист.

## Список композиций
| №   | Название                                                         | Автор(ы)                                                   | Длительность |
| --- | ---------------------------------------------------------------- | ---------------------------------------------------------- | ------------ |
| 1.  | «Save Up All Your Tears» (Bonnie Tyler cover)                    | Diane Warren, Desmond Child                                | 4:00         |
| 2.  | «Love Hurts» (1991 version)                                      | Boudleaux Bryant                                           | 4:19         |
| 3.  | «Love and Understanding»                                         | Warren                                                     | 4:43         |
| 4.  | «Fires of Eden»                                                  | Mark Goldenberg, Keturah Hain                              | 3:43         |
| 5.  | «I'll Never Stop Loving You»                                     | David Cassidy, John Wetton, Sue Sifrin                     | 3:57         |
| 6.  | «One Small Step» (with Richard Page)                             | Barry Mann, Brad Parker, Wendy Waldman                     | 3:28         |
| 7.  | «A World Without Heroes» (Kiss cover)                            | Bob Ezrin, Gene Simmons, Lou Reed, Paul Stanley            | 3:09         |
| 8.  | «Could've Been You»                                              | Arnie Roman, Bob Helligan                                  | 3:30         |
| 9.  | «When Love Calls Your Name»                                      | Jimmy Scott, Thomas Snow                                   | 3:32         |
| 10. | «When Lovers Become Strangers»                                   | Warren                                                     | 4:46         |
| 11. | «Who You Gonna Believe»                                          | Gerald Marquez, Kevin Chalfant, Joe Marquez, Steve Fontano | 4:47         |
| 12. | «The Shoop Shoop Song (It's in His Kiss)» (European bonus track) | Rudy Clark                                                 | 2:51         |

Дополнительные примечания
- Песня «Love Hurts» была предварительно записана Шер для её двенадцатого альбома Stars в 1975 году, а также исполнена в 1989 году в туре Heart of Stone Tour.
- Песня «The Shoop Shoop Song (It’s in His Kiss)» была записана для Mermaids Original Motion Picture Soundtrack, выпущенного в 1990 году.

## Над альбомом работали
| - Джон Агуто — помощник звукооператора - Кен Аллардайс — помощник звукооператора - Питер Эшер — программирование, музыкальный продюсер - Мартин Брамбах — помощник звукооператора - Робби Бачанан — пианино - Джоани Бай — бэк-вокал - Дэвид Кемпбелл — аранжировщик, дирижёр - Марго Чейз — дизайн - Луис Конте — перкуссия - Лора Кример — бэк-вокал - Микки Карри — ударные - Лиза Далбелло — бэк-вокал - Джефф ДеМоррис — помощник звукооператора - Кенни Эдвардс — бэк-вокал - Майкл Фишер — перкуссия, бубен - Майк Фрейзер — звукооператор - Дэвид Гарфилд — клавишные - Стив Джордж — бэк-вокал - Эндрю Голд — электрогитара, бэк-вокал - Грег Голдман — помощник звукооператора - Скотт Харпер — струнные - Стив Хайнке — помощник звукооператора - Дэн Херш — мастеринг - Марк Хадсон — вокальный директор - Рэнди Джексон — бас - Фил Каффел — звукооператор - Джон Калоднер — продюсер - Фрэд Келли — помощник звукооператора - Ларри Кляйн — бас - Майк Клостер — помощник звукооператора - Натаниель Кункеля — помощник звукооператора - Грег Ладани — звукооператор - Марк ЛаФранс — бэк-вокал - Майкл Ландо — гитара - Джули Ласт — помощник звукооператора - Марио Люси — помощник звукооператора | - Стив Люкатер — акустическая гитара, гитара, продюсер - Ричард Маркс — бэк-вокал - Джордж Массенбёрг — звукооператор - Джин МакКлайн — бэк-вокал - Хью Макдональд — бас - Джим МакГиллверей — перкуссия - Пол Миркович — бэк-вокал - Гил Моралес — помощник звукооператора - Гуннар Нельсон — бэк-вокал - Ричард Пейдж — бэк-вокал - Дэвид Пейч — клавишные - Кэти Паркс — координатор производства - Джефф Поркаро — ударные - Майк Поркаро — бас - Джефф Рач — помощник звукооператора - Гай Рош — синтезатор, продюсер - Боб Рок — продюсер - Гленн Скиурба — гитара - Конни Скотт — бэк-вокал - Кит Скотт — гитара - Дебра Шеллман — сочинение - Джош Склэйр — гитара - Айви Скофф — координатор производства - Рэнди Стауб — звукооператор - Дэвид Стил — бэк-вокал - Дэвид Тейнер — звукооператор, микширование - Майкл Томпсон — электрогитара - Джо Турано — бэк-вокал - Мириам Наоми Валле — бэк-вокал - Карлос Вега — ударные - Хоуи Викерс — аранжировщик - Дайан Уоррен — бэк-вокал, продюсер - Джон Вебстер — клавишные - Марк Уильямс — ударные - Фрэнк Вулф — звукооператор, микширование - Ричи Зито — гитара, клавишные, продюсер |

## Позиции в хит-парадах
| Чарт (1991)                 | Высшая позиция |
| --------------------------- | -------------- |
| Australian Albums Chart     | 15             |
| Austrian Albums Chart       | 1              |
| Canadian Albums Chart       | 29             |
| German Albums Chart         | 6              |
| Irish Albums Chart          | 1              |
| New Zealand Albums Chart    | 4              |
| Norwegian Albums Chart      | 1              |
| Swedish Albums Chart        | 4              |
| Swiss Albums Chart          | 3              |
| UK Albums Chart             | 1              |
| United States Billboard 200 | 48             |

| Чарт (1991)                        | Позиция |
| ---------------------------------- | ------- |
| Великобритания (OCC)               | 9       |
| Новая Зеландия (Recorded Music NZ) | 35      |